# بوسي شلبي
بوسي شلبي (17 مارس 1966 -)، مُقدمة برامج وإعلامية مصرية.

## حياتها
ولدت في حي المهندسين، بمحافظة الجيزة. حاصلة على بكالوريوس في التجارة عام 1988، تزوجت بعام 1998 الممثل محمود عبد العزيز وطُلقت منه بعد أشهر من الزواج ولكن سرعان ما عادت إليه حتى وفاته عام 2016.

## السيرة المهنية
بدأت مسيرتها في العمل في مجلة سيداتي سادتي التي كان يملكها الشيخ صالح كامل، فعرضت عليها رئيسة التحرير هالة سرحان العمل في شبكة راديو وتلفزيون العرب التي أسسها صالح كامل في عام 1993. تقدمت بوسي للكاستينغ وكان ضمن اللجنة الإعلامية الراحلة همت مصطفى فتم قبولها، كانت الشبكة تبث من العاصمة الإيطالية روما، فقبلت العرض وسافرت إلى إيطاليا وعملت في قناة إيه آر تي أفلام أو art4، قدمت خلالها العديد من البرامج التي اكسبتها شهرة. وأشهر برامجها عيون art، الذي قدمته على مدى خمسة عشر عاماً، إضافة إلى المهرجانات العربية والعالمية، مع المخرج الراحل يوسف شاهين. في العام 2011 انتقلت إلى قناة النهار بعد توقف إيه آر تي أفلام عن إنتاج البرامج طلبت إدراتها توقيع عقد احتكار معها لكنها لم تقبل العرض نافية أن تكون هالة سرحان سبب رحيلها إنتقلت بعدها لتلفزيون دبي وعادت بعدها للشبكة في أبريل 2017 انتقلت إلى قناة المحور المصرية حيث قدمت برنامج حمل عنوان«أحلى النجوم»

## أعمالها

### تقديم البرامج
| البرنامج                                      | القناة                   |
| --------------------------------------------- | ------------------------ |
| ألبوم                                         | تلفزيون دبي              |
| عيون اي ار تي                                 | إيه آر تي أفلام          |
| رادار                                         | إيه آر تي أفلام          |
| خمسة سياحة                                    | إيه آر تي أفلام          |
| 3×3                                           | إيه آر تي أفلام          |
| فن ولعب ودردشة                                | إيه آر تي أفلام          |
| البوسطجية                                     | إيه آر تي أفلام          |
| دعوة على السحور خلال شهر رمضان                | إيه آر تي أفلام          |
| مهرجانات، كان، برلين، فينيسيا، وهران، القاهرة | إيه آر تي أفلام          |
| أحلى النجوم                                   | قناة النهار، قناة المحور |

### التمثيل
- (2022): القاتل الذى أحبني
- (1995): حكايات مجنونة
- (2002): أمر إزالة

## جوائز
- لبنان 2021 - تكريم من مهرجان «الموريكس دور»[5]

## وصلات خارجية
- بوسي شلبي على موقع الدهليز
- بوسي شلبي على موقع قاعدة بيانات الأفلام العربية